# Aeneas Sylvius de Caprara
Pour les articles homonymes, voir Caprara.
Le comte Aeneas Sylvius de Caprara (né à Bologne en 1631, mort en  1701), également connu sous le nom d'Enea Silvio ou Aneas Sylvius von Caprara, est un feld-maréchal du Saint-Empire pendant la guerre de Hollande et la guerre de la Ligue d'Augsbourg.

## Biographie
Fils du comte Niccolò de Caprara, il est un descendant des généraux Raimondo Montecuccoli et Ottavio Piccolomini. Il sert sous Charles V de Lorraine, pendant la guerre de Hollande, aux batailles de Sinsheim, Ladenburg, d'Entzheim et de Mulhouse, où il est capturé. Libéré, Caprara combat à Altenheim et sur le front rhénan, fin 1678.
En 1683, au cours de la guerre austro-turque, Caprara retourne au service de Charles de Lorraine pour contrer l'avancée turque en Hongrie. Il s'illustre au siège de Neuhaeusel en 1685.
Au début de la guerre de la Ligue d'Augsbourg, Caprara est nommé commandant en chef des forces impériales dans le nord de l'Italie. À ce titre, en 1692, il est impliqué dans l'invasion du Dauphiné. Transféré en Hongrie deux ans plus tard, Caprara reste commandant en chef des forces impériales dans la région jusqu'à sa retraite en 1696. Il siège comme vice-président du Conseil impérial de la guerre jusqu'à sa mort, le 3 février 1701.